# وارسنیک آقاسیان
وارسنیک گریگوری آقاسیان (ارمنی: Վարսենիկ Գրիգորի Աղասյան؛ انگلیسی: Varsenik Ałasyan زادهٔ ۱۵ ژوئیهٔ ۱۸۹۸ - درگذشته ۱۷ اکتبر ۱۹۷۴)، شاعر، مترجم، نمایش‌نامه‌نویس و نویسنده ادبیات کودکان اهل ارمنستان بود.

## زندگی
در روستای جهری، ناخیجوان به دنیا آمد. تحصیلات متوسطه خویش را در تفلیس فراگرفت. آقاسیان در باکو برای روزنامه ارمنی‌زبان «کمونیست» و برنامه ارمنی‌زبان رادیو فعالیت می‌کرد. وی از سال ۱۹۳۴ عضو اتحادیه نویسندگان اتحاد شوروی بود. بجز تعداد کمی نمایش‌نامه‌ بیشتر آثارش وی به صورت نظم نگاشته شده است.